# Galactocèle
Une galactocèle appelée aussi « kyste de lait » est une rétention de lait qui se forme dans un canal de la glande mammaire. C'est une lésion particulière qui se retrouve presque exclusivement chez les femmes qui allaitent.

## Caractéristique
Elle se remarque par la présence au sein d'une boule souple, ronde, palpable, mobile et parfois douloureuse. Une échographie vient confirmer une masse liquidienne hétérogène et indolore. Au début, elle contient du lait, mais la substance peut devenir crémeuse, épaisse ou huileuse. C'est une lésion bénigne et rare qui doit cependant faire l'objet d'un suivi pour vérifier qu'elle ne s'infecte pas.
L'apparition de ces boules de lait est favorisée par le port de soutiens-gorge trop serrés, par le port de coquille d'allaitement ou par le frottement de bretelles ou de vêtements inadaptés, par une mauvaise position de sommeil, qui créent un point de pression sur la zone mammaire. Il est la conséquence de la dilatation d'un canal lactifère obstrué par le lait. 

## Traitement
Dans un premier temps, on conseille de supprimer tout point de pression sur le sein, de masser la zone concernée, d'y poser des compresses d'eau chaude et d'allaiter en position dite de « La louve » (le bébé allongé et la maman au-dessus) pour favoriser le drainage du sein.
Beaucoup de galactocèles rétrocèdent spontanément au bout de quelques semaines ou de quelques mois. Le radiologiste peut ponctionner la galactocèle sous échographie à l'aide d'une aiguille fine. Cette opération peut être répétée plusieurs fois. 
En dernier recours si la masse persiste ou récidive, on peut prescrire un drainage chirurgical sous anesthésie locale. Cette opération ne nécessite pas le sevrage. 

## Sources
- Traité de l'Allaitement Maternel de poche (2003)
- Eun JS. Pregnancy-associated breast disease: radiologic features and diganostic dilemmas, Yonsei Medical Journal, 2006, T.47, p.34-42